# Ambroise Verschaffelt
Pour les articles homonymes, voir Verschaffelt.

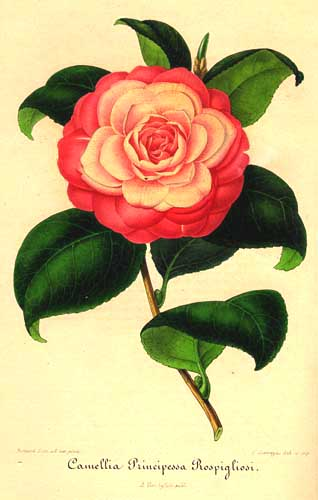
Une planche de Camellia Principessa Rospigliosi venant de la Nouvelle Iconographie volume 4 (1853)

Ambroise Verschaffelt (Gand - 11 décembre 1825 - 16 mai 1886) est un horticulteur belge qui contribua de façon remarquable à la réputation de la ville de Gand comme centre important de l'horticulture au XIXe siècle.

## Éléments de biographie
Au décès de son père, en 1850, il reprit l'exploitation familiale et la développa considérablement.
Sa clientèle s'étendait dans toute l'Europe, comprenant des princes et des rois.
Comme bien d'autres horticulteurs gantois de l'époque, il introduisit en Europe des plantes exotiques (principalement en provenance d'Amérique du Sud) découvertes par des "chasseurs de plantes" mandatés par lui.
Ambroise continua la publication de la " Nouvelle Iconographie des Camellias" (1848-1860) entreprise par son père, et édita la revue "L'Illustration Horticole". Vice-président de la 'Société royale d'agriculture et de botanique  de Gand, organisatrice des Floralies, il participa avec succès aux expositions de cette institution. Il remporta aussi de nombreux prix et médailles dans des manifestations horticoles à l'étranger.
Ambroise céda son entreprise à Jean Linden en 1869 et s'installa à la campagne dans les environs de Gand. Menant une vie paisible de retraité, il restait cependant très sollicité en raison de sa longue expérience. Ainsi, le roi Léopold II  demandait son avis pour la gestion et l'embellissement des serres royales de Laeken.
Avec Ambroise s'éteignit en 1886 la "dynastie" des Verschaffelt qui a marqué durant 4 générations le monde de l'horticulture gantoise du XIXe siècle, notamment grâce à la créativité et à l'audace entrepreneuriale d'Ambroise.

## Autres membres de la famille
Les autres membres de la famille actifs dans l'horticulture sont :  
- Pierre-Antoine Verschaffelt (1764-1844), qui figure parmi les fondateurs de la "Société royale d'agriculture et de botanique de Gand" (1808) et des Floralies gantoises ;
- Alexandre-Jacques Verschaffelt (1801-1850) fils aîné de P-A Verschaffelt, père d'Ambroise, renommé pour les cultures d'orchidées et de camélias ;
- Louis Verschaffelt (1806-1849), deuxième fils de P-A Verschaffelt, spécialiste de la culture des azalées ;
- Jean Verschaffelt, (1811-1884) troisième fils de P-A Verschaffelt ;
- Jean Nuytens-Verschaffelt (1836-1880) fils adoptif de Jean.

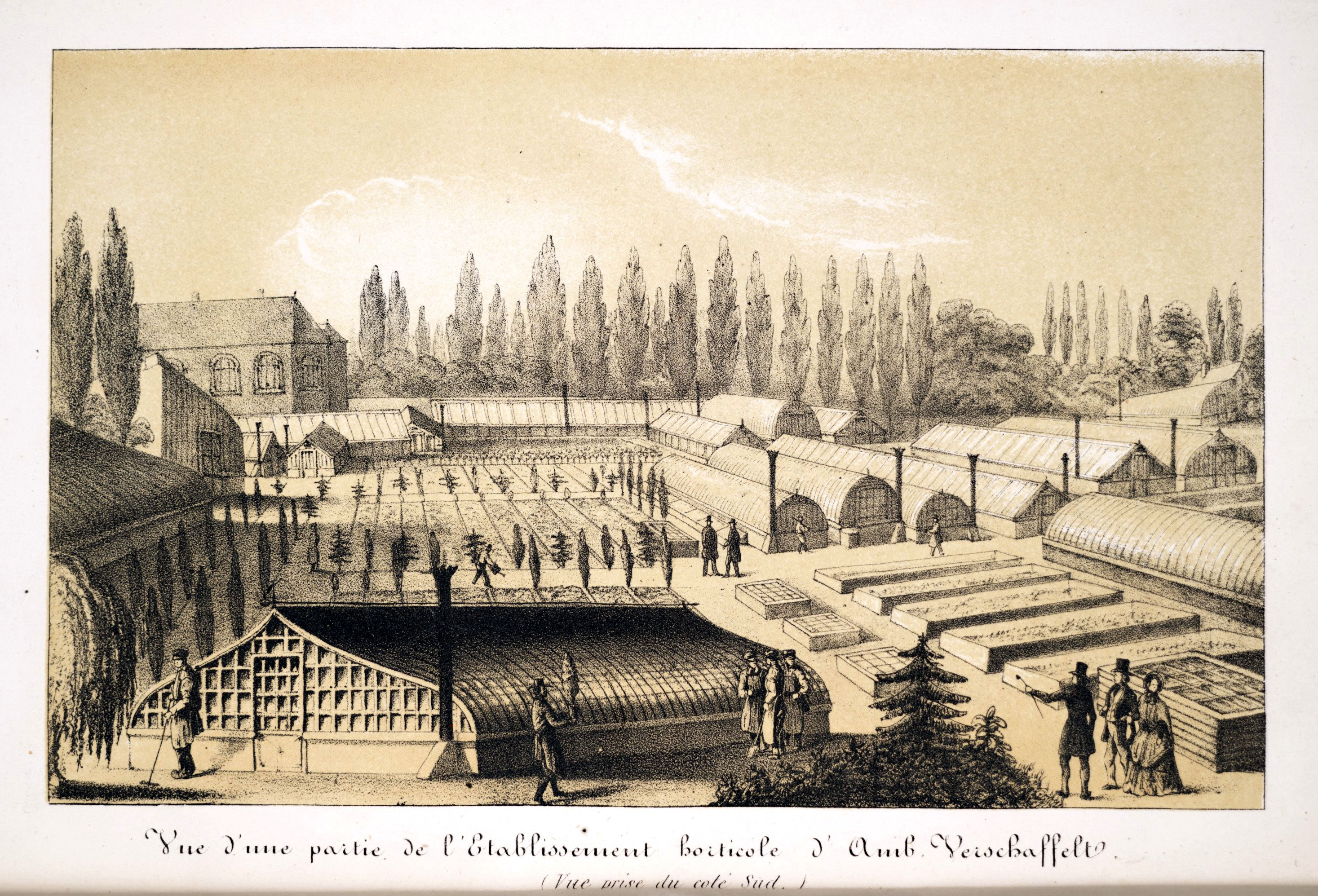
L'entreprise horticole Verschaffelt à Gand en 1854 et ses trente serres.

## Sources et références
1. 1 2  R. De Bauw et L. Dhaeze, 2013